# Achilles Tatios
Achilles Tatios (gr. Aχιλλεύς Τάτιος Achilleús Tátios) – grecki pisarz żyjący na przełomie II/III wieku pochodzący z Aleksandrii. 

## Dzieła
Jego jedynym zachowanym utworem jest erotyczna powieść romantyczna Przygody Leukippy i Kleitofonta (gr. Τα κατά Λευκίππην καὶ Kλειτoφῶντα).